# District de Waipa

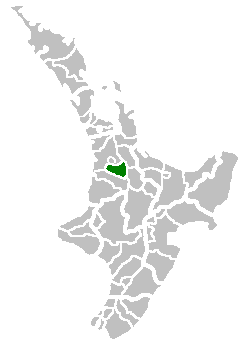
Localisation du district de Waipa sur une carte de l'île du Nord

Le district de Waipa est situé dans la région du Waikato, dans l'île du Nord de la Nouvelle-Zélande.
S'étendant sur 1 473,47 km2, il abrite les petites villes de Te Awamutu et Cambridge et se situe au sud de la ville de Hamilton. Le conseil du district est sis à Te Awamutu.
L'économie du district se base essentiellement sur l'industrie laitière et la production de céréales. Le sud-est du district inclut le projet de centrale hydroélectrique de Karapiro.
Lors du recensement de 2006 on y compta 42 501 habitants, dont 35 % habitant à Te Awamutu et Cambridge.

## Sources
- (en) Waipa District Council
- (en) Final counts – census night and census usually resident populations, and occupied dwellings - Waikato Region, Statistics New Zealand

- (en) Cet article est partiellement ou en totalité issu de l’article de Wikipédia en anglais intitulé « Waipa District » (voir la liste des auteurs).